# 高井隆太郎
高井 隆太郎（たかい りゅうたろう 1989年-）は実業家である。
- チューバ・ベースチューバ
- 株式会社CASA LA MUSICA　代表取締役。

## 略歴
- 洗足学園音楽大学　音楽学部を卒業。
- 音楽教室CASA LA MUSICAを発足。
- 株式会社CASA LA MUSICAを設立。
- チューバを関口哲也、池田幸広に師事。

## 主な演奏実績
- JT主催　期待の音大生によるアフタヌーンコンサート　選抜出場
- 洗足学園音楽大学主催　学園創立90周年記念プレイベント『 SILVER MOUNTAIN OPENING CONCERT 』　「伊藤康英プロデュース 世界最小の吹奏楽、始動！」　出演
- ジャパン・ユーフォニアム・テューバ・フェスティバル　戸田顕杯四重奏コンクール　優勝
- 鷲宮神社　第３２回土師祭オタクニカルパレード　出演

## 猫
14匹の猫と１匹の犬を飼っており、ブログやSNSには多数の愛猫画像を載せている。